# Secteur fortifié de Mulhouse

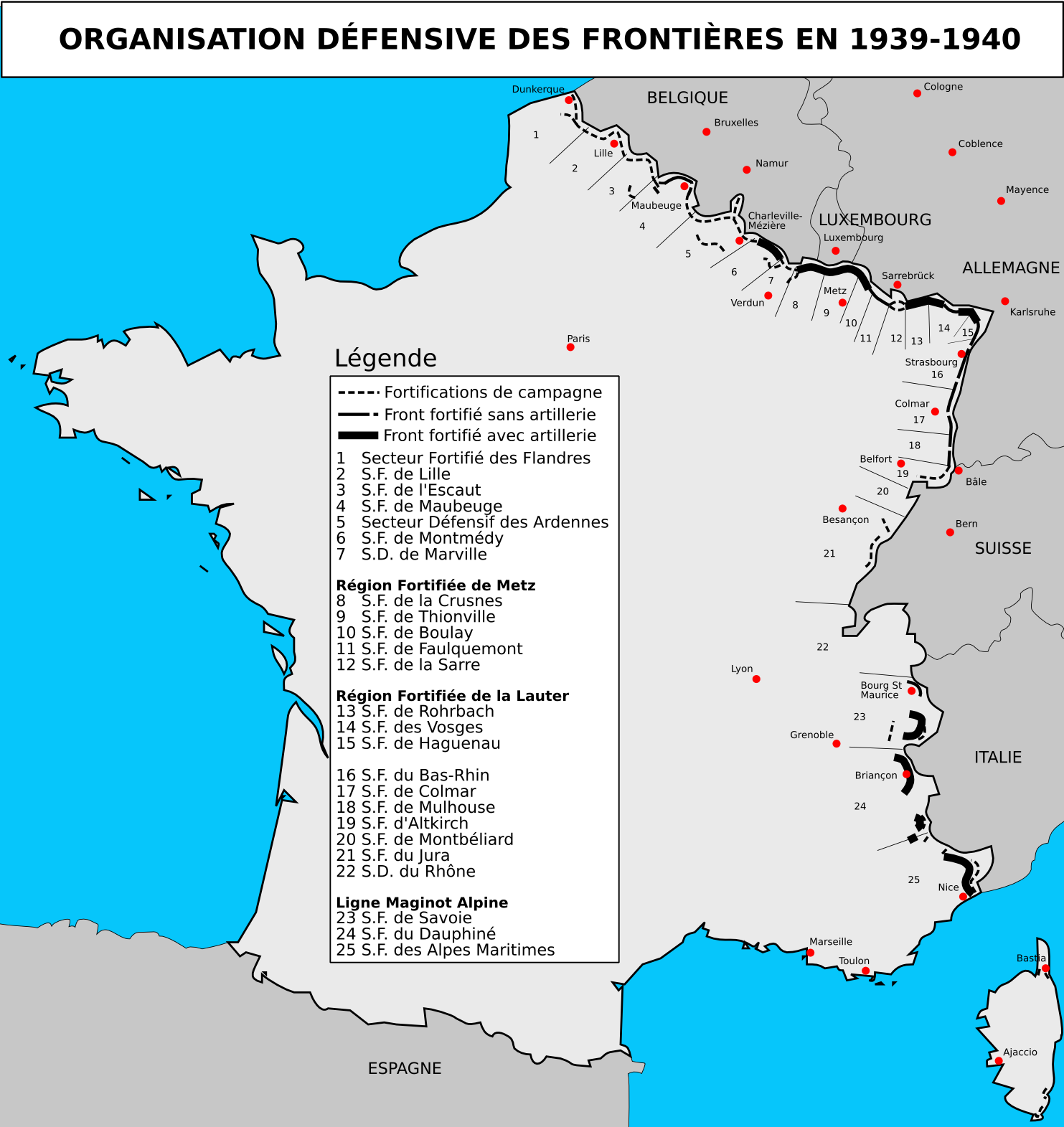
Carte de l'organisation en secteurs de la ligne Maginot.

Le secteur fortifié de Mulhouse est une partie de la ligne Maginot, situé entre le secteur fortifié de Colmar au nord et le secteur défensif d'Altkirch au sud.
Il forme une ligne le long de la rive gauche du Rhin, protégeant la ville de Mulhouse, de Rumersheim-le-Haut à Kembs (dans le Haut-Rhin). Les fortifications du secteur sont composées essentiellement de casemates d'infanterie le long du fleuve.
Pour un article plus général, voir Ligne Maginot.

## Organisation et unités

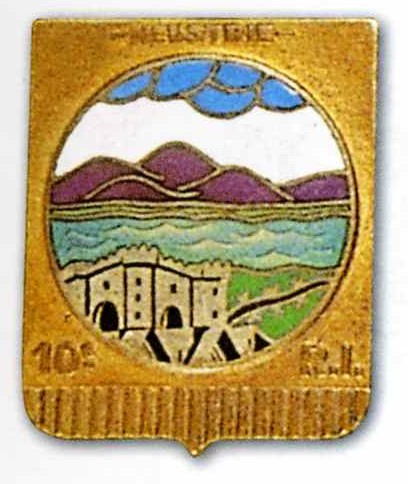
Insigne du 10e RIF.

D'abord sous commandement de la 7e région militaire (QG à Besançon) jusqu'à la déclaration de guerre, le secteur passe alors sous commandement de la 8e armée : il est sous l'autorité du 13e corps d'armée (qui coiffe aussi le secteur fortifié de Colmar), renforcé par la 54e division d'infanterie (de réserve, série B).
Le 16 mars 1940, le secteur change de nom, devenant la 105e division d'infanterie de forteresse (« division de Mulhouse »).
Le secteur est composé deux sous-secteur fortifiés, celui du Puits au nord et celui de Schlierbach au sud. Le 10e RIF (régiment d'infanterie de forteresse) fourni les équipages des casemates ainsi que comme troupes d'intervalle pour le secteur sud. En septembre et octobre le 371e régiment d'infanterie et le 8e bataillon de mitrailleurs viennent en renfort occuper les positions du sous-secteur nord. L'artillerie du secteur est notamment constitutée d'une partie des batteries du 159e régiment d'artillerie de position (deuxième groupe : huit canons de 75 mm modèle 1897 et quatre canons de 155 mm C 1917 Saint-Chamond).

## Composants
Le franchissement du Rhin est interdit par la construction dès 1930 de deux lignes de défense, d'une part une première ligne de casemates CORF sur la berge de la rive gauche du fleuve (dite « ligne de la berge »), d'autre part une seconde ligne un peu plus en arrière, composée d'abris et de casemates (dite « ligne des abris »).
À partir de 1931, commence la construction d'une troisième ligne (dite « ligne des villages »), constituée elle aussi de casemates CORF.
Au nord du sous-secteur, la ligne de casemates est plutôt dense, notamment près du pont de Chalampé, mais au sud d'Hombourg il n'y a plus aucune construction CORF (quelques STG et MOM), la forêt de la Hardt étant estimée peu pénétrable. À Kembs commence la bretelle qui évite la zone jusqu'à 12 km autour de Bâle et qui se poursuit dans le secteur défensif d'Altkirch.
Casemates d'infanterie
- Blodelsheim Sud Est
- Blodelsheim Sud
- Rumersheim Nord
- Rumersheim Sud
- Chalampé le Bas
- Bantzenheim Nord
- Ameisengründ
- Chalampé Berge Nord
- Chalampé Nord Ouest
- Chalampé Sud Ouest
- Bantzenheim Sud
- Chalampé Berge Sud
- Ottmarsheim Nord
- Ottmarsheim Sud
- Hombourg Nord
- Hombourg Sud

Abris
- Pont de bateaux de Chalampé
- Pont de rails de Chalampé Nord
- Pont de rails de Chalampé Sud

stand de tir
Bantzenheim

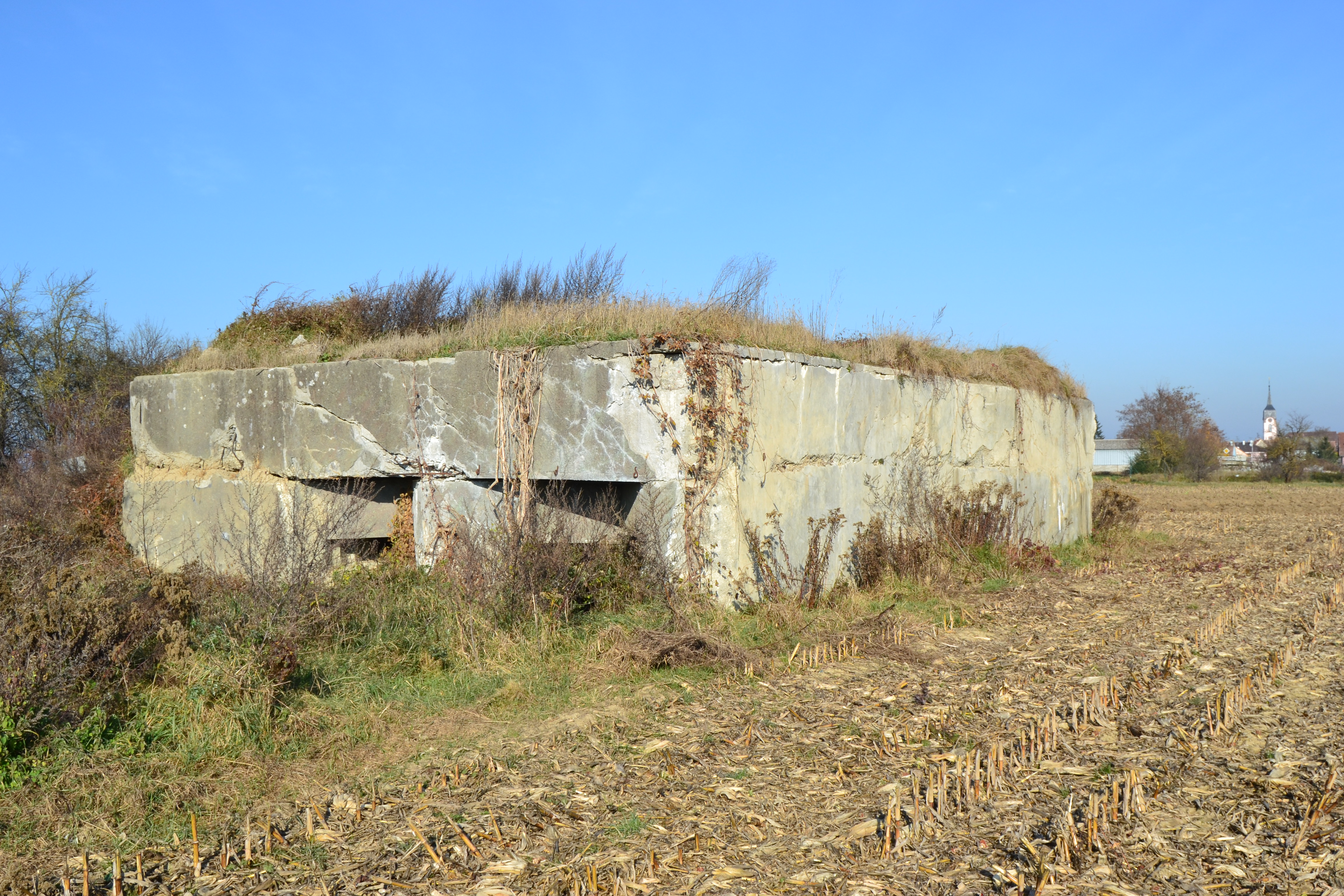
Casemate de Bantzenheim Sud (no 59/3).
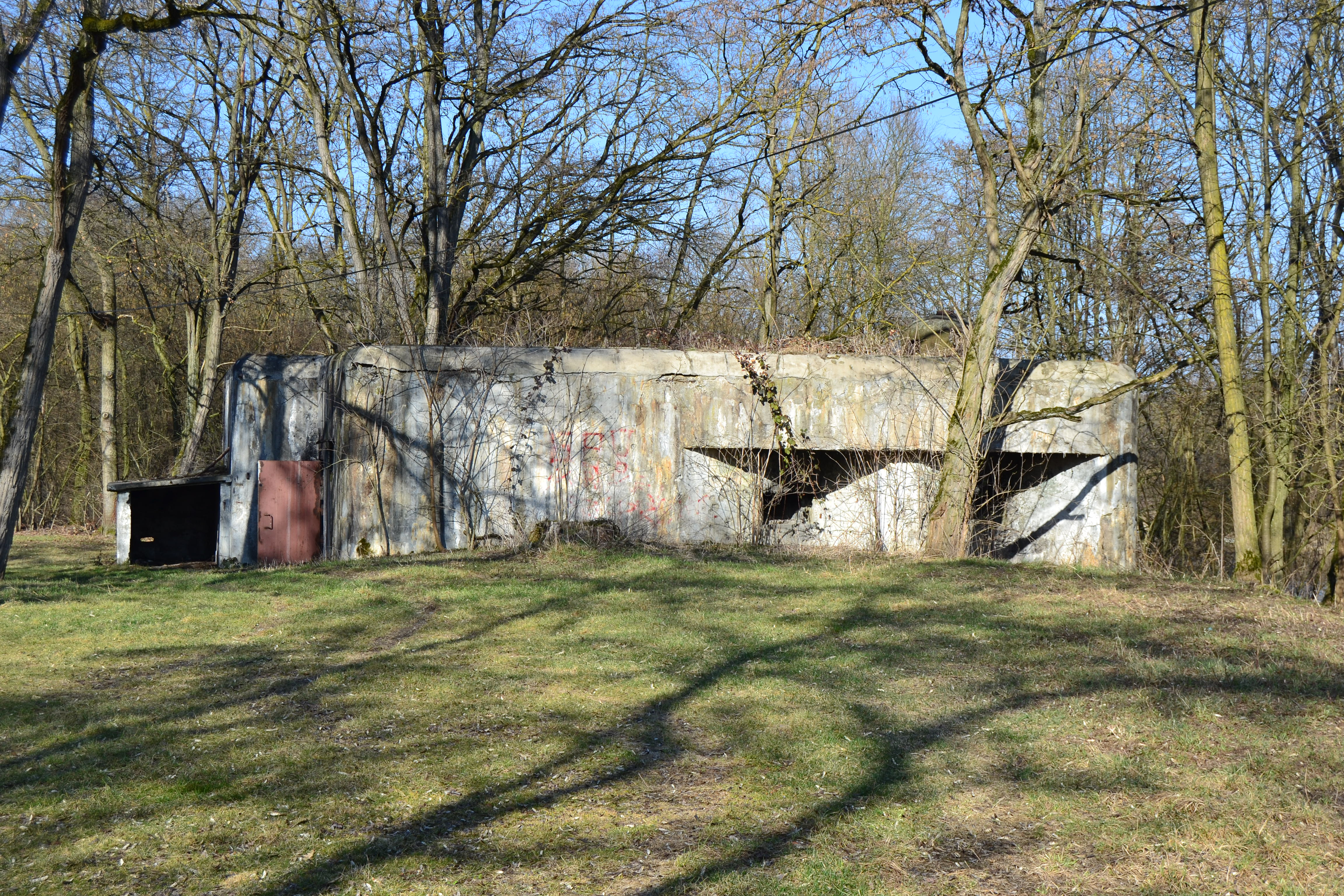
Casemate de Chalampé Berge Nord (no 11/1).